# جودی هندلی
جودی هندلی (انگلیسی: Jody Handley؛ زادهٔ ۱۲ مارس ۱۹۷۹) یک بازیکن فوتبال اهل بریتانیا است.
وی سابقه بازی در تیم ملی بانوان انگلیس را دارد.